# إرم للإعلام
شركة إرم ميديا، شركة إعلامية قابضة (محدودة المسؤولية)، مسجلة في المنطقة الإعلامية الحرة بأبوظبي توفور 54، منذ يناير عام 2013، ويهدف انشاؤها إلى إطلاق مواقع إعلامية عامة ومتخصصة، بالإضافة إلى منتجات وخدمات إعلامية مختلفة كلما كان ذلك متاحاً. أسسها الإعلامي الإماراتي علي خلف الحوسني والأردني تاج الدين عبدالحق.

## المواقع التابعة
أطلقت إلى الآن موقعين هما : 
- إرم نيوز وهو موقع إخباري عربي جامع  أطلق في 18/5/ 2013 ويضم محتوى سياسي واقتصادي ورياضي ومنوع، ويغطي جميع الدول العربية والأخبار العربية التي تهم القاريء العربي في داخل الوطن العربي والمهجر.
- فوشيا وهو موقع لايف ستايل يهتم بشؤون الأسرة العربية ويتابع اهتماماتها، في مختلف المجالات المتصلة بالحياة اليومية للقاريء العربي  وقد تم إطلاقة في يوليو من عام 2015.
- إرم بزنس وهو موقع موقع اقتصادي إخباري شامل يقدم أخبار المال والأعمال باحترافية، وتتابعون فيه أخبار الاقتصاد والأعمال العربية والعالمية، وأسواق المال والبورصة، وأسعار العملات وقد تم إطلاقة في سبتمبر من عام 2022.

تعمل الشركة على إطلاق مزيد من المواقع في السنوات المقبلة حسب الدراسات الميدانية التي تجريها لأوضاع السوق، على أن تأخذ المواقع المنوي إطلاقها طابعا متخصصا. 

## العاملون
يتولى إدارة الشركة مجلس إدارة يضم المساهمين في رأسمالها، ومن بينهم المدير العام والمؤسس علي خلف الحوسني والمدير التنفيذي للشركة. تاج الدين عبد الحق تطور عدد العاملين في الشركة من فريق صغير لا يتعدى 10 أفراد في السنة الأولى ليصبح اليوم أكثر من ١٢٠ فردا موزعين على أعمال إعلامية تخصصية، وإدارية ولوجستية تقنية، بالإضافة إلى مراسلين ومتعانين من خارج الشركة موزعين في مختلف الدول العربية والمهجر. 

## الاسم
استوحت الشركة إسمها من التراث الإسلامي ومن الآية الكريمة "إرم ذات العماد" التي لم يخلق مثلها في البلاد "لكن كلمة إرم بحد ذاتها تحمل معنى خاصا هو (علامة في الصحراء..  وهي ما يستهدي بها العابرون للصحراء و ما يصطلح عليه بالإنجليزية "land mark").